# Барятинский, Фёдор Сергеевич
Князь Фёдор Сергеевич Барятинский (1742—1814) — обер-гофмаршал, действительный тайный советник, камергер; внук генерал-аншефа князя И. Ф. Барятинского и младший брат дипломата князя И. С. Барятинского.

## Биография
Родился 5 (16) апреля 1742 года в семье Сергея Ивановича Барятинского (?—1747) и его жены Мавры Афанасьевны (1698—1771), вдовы В. В. Степанова, дочери барона А. А. Соловьёва. Получил домашнее образование, в 1745 году записан рядовым и начал службу в Преображенском полку. Будучи гвардейским офицером, примкнул к сторонникам Екатерины Алексеевны и участвовал в перевороте 1762 года. Участвовал в устранении Петра III в Ропше. Граф А. Г. Орлов писал Екатерине II об этом:
Мы были пьяны, и он тоже. Он заспорил за столом с князем Фёдором. Не успели мы разнять, а его уже не стало…
В день коронации императрицы Барятинский был пожалован в камер-юнкеры и по её личному распоряжению получил 24 тысячи рублей. Вся его дальнейшая деятельность связана с императорским двором. В 1768 году был произведен в действительные камергеры, в 1775 году, при заключении мира с Портою, награждён чином тайного советника и в 1778 году пожалован в гофмаршалы.
Сопровождал Екатерину II во время её поездок: в 1783 году в Финляндию, в 1787 году — на юг России. В 1795 году произведен в действительные тайные советники, в 1796 году — в обер-гофмаршалы. По своей высокой придворной должности Барятинский принимал в Петербурге высоких путешественников — императора Иосифа II, Фридриха-Вильгельма II, королей Густава III и Густава IV, короля польского Станислава и других особ.
Но обстановка при дворе изменилась с воцарением Павла I. Разрешив князю участвовать в похоронах Екатерины II, император, по окончании их, немедленно велел передать Барятинскому, что он отставлен. Вскоре весь двор принимал участие в перезахоронении остатков Петра III. Все взгляды были прикованы к А. Г. Орлову, П. Б. Пассеку и Ф. Барятинскому, которые шли за гробом своей жертвы по приказу императора. После Барятинский получил приказ оставить столицу и выехать на жительство в деревню.

Его дочь просила помиловать отца, но Павел I с гневом ответил: «У меня тоже был отец, сударыня!». За все время царствования Павла I князь ни разу не появился в Санкт-Петербурге. Удаленный от двора, Барятинский оставался вне службы и при Александре I, наезжая из деревни в Москву. Видевшая его в 1806 году англичанка Марта Вильмот, писала, что князь «очень толстый и на вид очень добродушный, хотя именно его руками совершен ужасный акт в 1762 году и, как говорят, он не испытывает никакого угрызения совести». Корреспондент княжны В. Туркестановой писал ей из Москвы в 1813 году:
Я обещал обедать у князя Барятинского, у него всегда определенное число приглашенных и нельзя пропустить его приглашение, к тому же он так мил и любезен. Высплюсь после обеда.

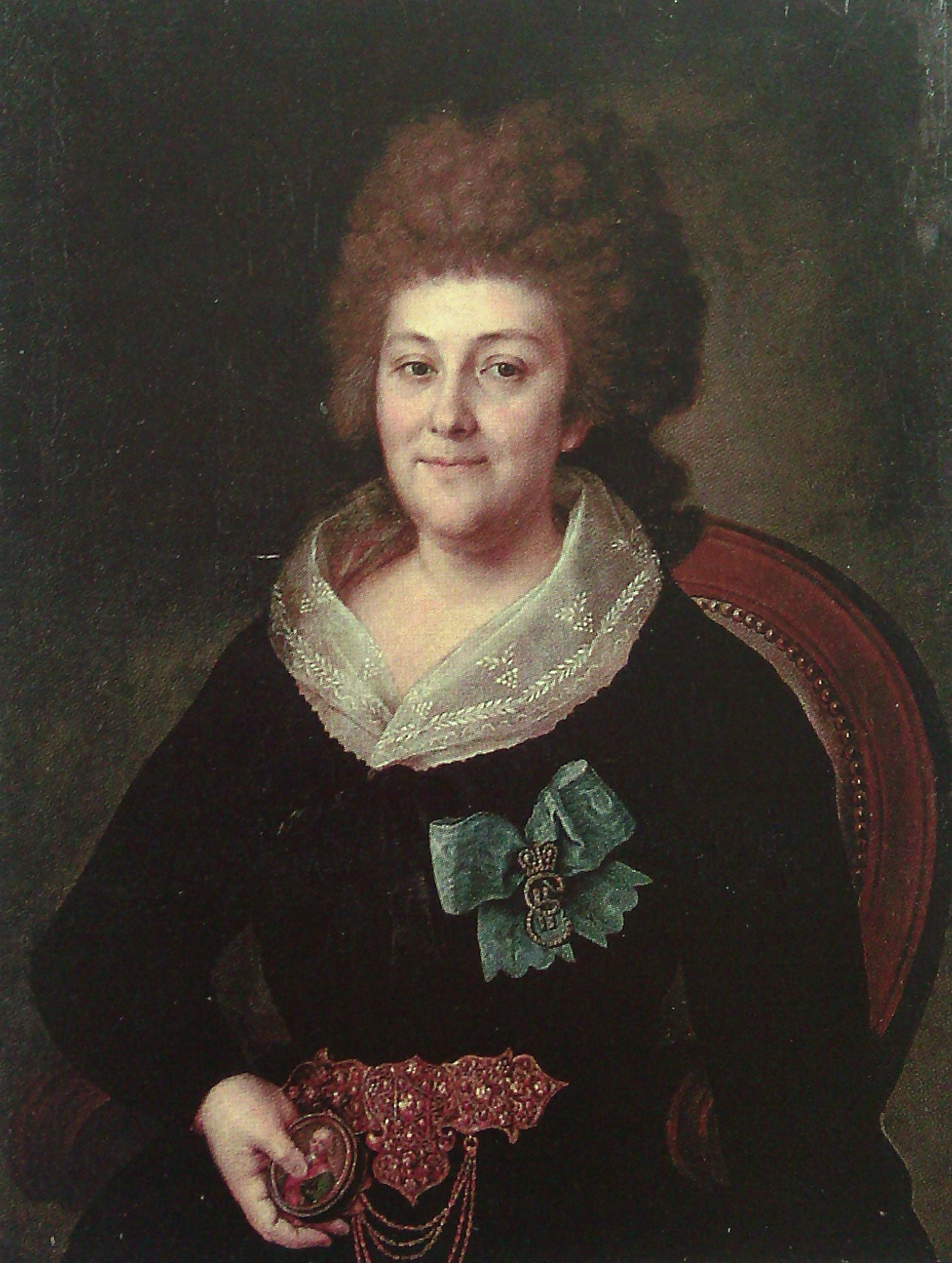
Княгиня Мария Васильевна с фрейлинским шифром

Скончался в Москве 4 (16) июня 1814 года и похоронен в Донском монастыре. А. Я. Булгаков писал брату:
…Старый князь Фёдор Сергеевич Барятинский умер от апоплексического удара; о нем весьма мало сожалеют, и подлинно он того не заслуживает.

## Семья
Жена (с 25 апреля 1764 года) — княжна Мария Васильевна Хованская (1740-е —13.01.1813), фрейлина двора, младшая дочь шталмейстера князя Василия Петровича Хованского (1694—1746) от его брака с баронессой Екатериной Петровной Шафировой (ум. 1748). Отличалась красивой внешностью и актёрским талантом для благородных спектаклей. Была первой сердечной привязанностью великого князя Павла Петровича, когда ему было 9 лет. Умерла во Владимире. Похоронена в Боголюбском монастыре в Андреевском приделе церкви Рождества Богородицы. В браке имела единственную дочь Екатерину (1769—1849).